# Chiến tranh phá hoại

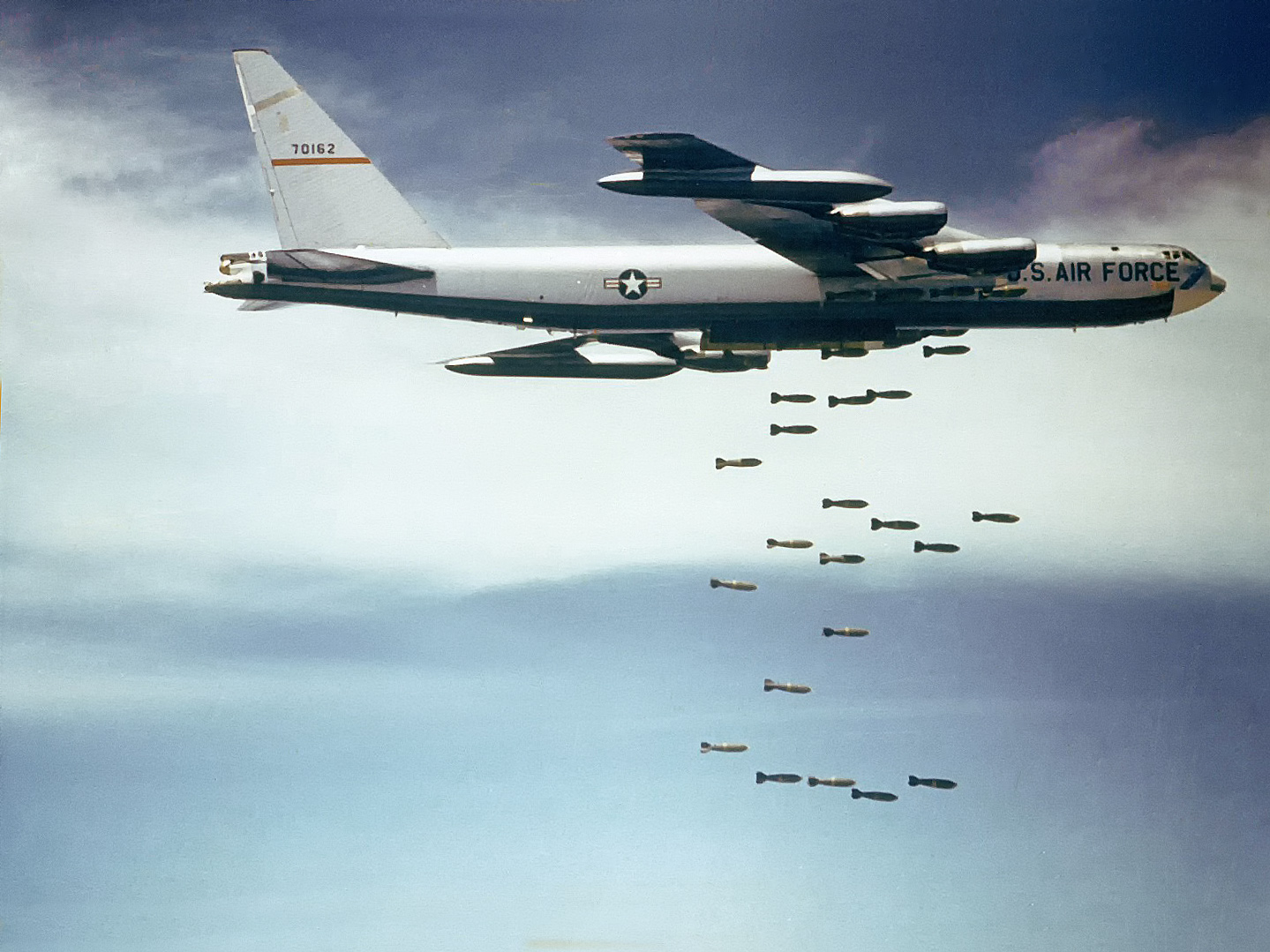
B-52F đang ném bom (chiến tranh Việt Nam).

Chiến tranh phá hoại là thuật ngữ sử dụng bởi Việt Nam Dân chủ Cộng hòa để mô tả các hoạt động ném bom của quân đội Mỹ trên khắp miền Bắc Việt Nam trong thời kỳ chiến tranh Việt Nam. Chiến lược này tiến hành bằng không quân và hải quân.

## Mục đích và hoạt động
Trong chiến tranh Việt Nam, bốn mục tiêu chính yếu để Mỹ oanh tạc miền Bắc Việt Nam là:
1. Cứu vãn tinh thần đang sa sút của chính phủ Việt Nam Cộng hòa;
2. Ép Việt Nam Dân chủ Cộng hòa ngừng hỗ trợ cho Mặt trận Dân tộc Giải phóng ở miền Nam;
3. Phá hủy hệ thống giao thông, các cơ sở công nghiệp, các lực lượng phòng không và đơn vị quân đội của Việt Nam Dân chủ Cộng hòa;
4. Ngăn chặn dòng quân và hàng hóa chảy vào miền Nam Việt Nam.

Các chiến dịch:
- Chiến dịch Sấm Rền, từ ngày 2 tháng 3 năm 1965 đến 1 tháng 11 năm 1968.
- Chiến dịch Linebacker, từ 9 tháng 5 đến 23 tháng 10 năm 1972.
- Chiến dịch Linebacker II, từ 18 tháng 12 đến 30 tháng 12 năm 1972.

## Thiệt hại
Chỉ tính từ 1965 đến 1968, theo phía Việt Nam Dân chủ Cộng hòa, đến cuối năm 1965, quân và dân miền Bắc Việt Nam đã bắn rơi 834 chiếc máy bay Mỹ, tiếp đó bắn rơi 773 chiếc trong năm 1966. Năm 1967 bắn rơi 1.067 chiếc và 571 chiếc năm 1968, bắt sống hàng trăm phi công Mỹ, 143 lần bắn chìm hoặc bắn cháy tàu chiến Mỹ và Việt Nam Cộng hòa.

## Các cuộc chiến tranh khác
Theo ý nghĩa tương tự trong các cuộc chiến tranh khác, loại chiến tranh này cũng đề cập đến các hoạt động quân sự như các cuộc không kích nước Anh của quân đội Đức Quốc Xã trong Chiến tranh thế giới thứ hai, nhằm phá hoại nguồn lực vật chất của Anh đẩy Anh đến đàm phán; cũng như đề cập các cuộc ném bom chiến lược vào nước Đức; và các cuộc không kích vào Nhật Bản.
Mục tiêu của việc phá hoại là nhằm vào cơ sở hạ tầng, hệ thống giao thông vận tải, thông tin-liên lạc,... bao gồm các khu công nghiệp và kho tàng. Qua đó, làm sụp đổ tiềm lực chiến tranh của đối phương. Phổ biến và ác liệt nhất của loại phá hoại này là chiến tranh được tiến hành bằng không quân và thường không phân biệt mục tiêu quân sự hay mục tiêu dân sự. Mục đích không chỉ làm tê liệt khả năng chiến tranh mà song song đó, còn gây áp lực tâm lý đối phương, khiến đối phương bị hủy hoại hoặc buộc phải đầu hàng.
Các cuộc không kích của Không quân Đức nhằm vào đảo Anh trong 1939-1940 tàn phá nặng nề nhiều khu công nghiệp quan trọng của Anh ở quanh Luân Đôn và miền Trung nước Anh, đáp trả lại, trong các giai đoạn 1943-1945, không quân phe Đồng minh tổ chức oanh tạc vào lãnh thổ chính quốc của Đức và đã tàn phá nặng nề nền công nghiệp của Đức. Các cuộc không kích vào Nhật Bản trong suốt Thế chiến II cũng diễn ra nhằm làm tê liệt khả năng chiến tranh của Nhật. Mặc dù tổng quân số lên đến 7,2 triệu người vào tháng 8 năm 1945, nhưng Nhật Bản vẫn đi đến quyết định đầu hàng bởi cạn kiệt nguồn lực vật chất cho chiến tranh.

### Sách
- Bishop, Patrick (2010). Battle of Britain: a day-by-day chronicle, ngày 10 tháng 7 năm 1940 to ngày 31 tháng 10 năm 1940. London: Quercus. ISBN 978-1-84916-224-1.
- Cook, Haruko Taya; Theodore F. Cook (1992). Japan at War: An Oral History. New Press. ISBN 978-1-56584-039-3.
- Feifer, George (2001). The Battle of Okinawa: The Blood and the Bomb. Guilford, CT: The Lyons Press. ISBN 978-1-58574-215-8.
- Frank, Richard B. (1999). Downfall: the End of the Imperial Japanese Empire. New York: Penguin. ISBN 978-0-14-100146-3.
- Reynolds, Clark G. (1968). The Fast Carriers; The Forging of an Air Navy. New York, Toronto, London, Sydney: McGraw-Hill.
- Weinberg, Gerhard L. (1999). A World at Arms: A Global History of World War II. Cambridge University Press. ISBN 978-0-521-55879-2.